# Estação Kievskaia (linha Filiovskaia)
Kievskaia (em russo:  Киевская) é uma das estações da linha Filiovskaia (Linha 4) do Metro de Moscovo, na Rússia. Estação «Kievskaia» está localizada entre as estações «Vystavotchnaia» e «Smolenskaia».